# Tokai (Aichi)
Tokai (Japans: 大府市, Tōkai-shi) is een stad in de Japanse prefectuur Aichi. De oppervlakte van deze stad is 43,36 km² en eind 2009 had de stad ruim 108.000 inwoners.

## Geschiedenis
Tokai werd op 1 april 1969 een stad (shi) na samenvoeging van de gemeentes Ueno (上野町, Ueno-chō) en Yokosuka (横須賀町, Yokosuka-chō).

## Verkeer
Tokai ligt aan de Tokoname-lijn en de Kōwa-lijn van de Nagoya Spoorwegmaatschappij (Meitetsu).
Tokai ligt aan de Isewangan-autosnelweg , aan de Chitahanto-tolweg, aan de nationale autowegen 155, 247 en 302 en aan de prefecturale autoweg 511.

## Bezienswaardigheden
- De daibutsu van Shurakuen in het gelijknamige park
- Oikepark

## Partnersteden
Tokai heeft een stedenband met
- Nilüfer (Bursa), Turkije

## Aangrenzende steden
- Chita
- Nagoya
- Obu